# Atopsyche paucartampu
Atopsyche paucartampu is een schietmot uit de familie Hydrobiosidae. De soort komt voor in het Neotropisch gebied.